# Scolecoxyphium cirrhosum
Scolecoxyphium cirrhosum är en svampart som beskrevs av Bat. 1963. Scolecoxyphium cirrhosum ingår i släktet Scolecoxyphium och familjen Capnodiaceae.   Inga underarter finns listade i Catalogue of Life.